# Zygomyia calvusa
Zygomyia calvusa är en tvåvingeart som beskrevs av Wu 1999. Zygomyia calvusa ingår i släktet Zygomyia och familjen svampmyggor. Inga underarter finns listade i Catalogue of Life.